# Audifia
Audifia là một chi nhện trong họ Theridiidae.. Tính đến  tháng 5 năm 2020, chi này bao gồm ba loài, được tìm thấy ở châu Phi và Brazil: A. duodecimpunctata, A. laevithorax và A. semigranosa.